# San Juan Jabloteh
CL Financial San Juan Jabloteh Sports Club – klub piłkarski w Trynidadzie i Tobago z siedzibą w mieście Port-of-Spain, stolicy państwa.

## Osiągnięcia
- Mistrz Trynidadu i Tobago: 2002, 2003, 2007, 2008
- Puchar Trynidadu i Tobago: 1998, 2005
- Trinidad and Tobago FCB Cup: 2000, 2003
- Trinidad and Tobago Pro Bowl: 2005, 2006
- Puchar Mistrzów Karaibów (CFU Club Championship): 2003 (zdobyty), 2006 (finał)

## Historia
Klub założony został w 1974 roku. Wraz z utworzeniem przez federację piłkarską Trynidadu i Tobago półprofesjonalnej ligi w 1994 roku, San Juan Jabloteh przekształcił się z młodzieżowej organizacji sportowej w zawodowy klub piłkarski. Wsparcie finansowe potężnej korporacji CL Financial Limited w 1996 roku znacznie zwiększyło możliwości klubu, który w latach 1996-1998 trzy razy z rzędu zajął w lidze czwarte miejsce.
San Juan Jabloteh w 1999 roku był jednym z członków założycieli ligi zawodowej Professional Football League. Wkrótce San Juan Jabloteh stał się czołowym klubem kraju, sięgając po mistrzostwo Trynidadu i Tobago w roku 2002 i 2003. Klub zagrał także w Pucharze Mistrzów CONCACAF. W lidze w 2004 roku San Juan Jabloteh zajął trzecie miejsce, a w roku 2005 został wicemistrzem kraju.